# Plichancourt
Plichancourt ist eine französische Gemeinde im Département Marne in der Region Grand Est. Sie hat eine Fläche von 5,97 km² und 250 Einwohner (2022).

## Geografie
Die Gemeinde Plichancourt liegt sechs Kilometer nordöstlich der Stadt Vitry-le-François an den Flüssen Bruxenelle und Saulx sowie am parallel verlaufenden Rhein-Marne-Kanal. Umgeben wird Moncetz-l’Abbaye von den Nachbargemeinden Merlaut und Outrepont im Norden, Ponthion im Nordosten, Brusson im Osten, Favresse im Südosten, Reims-la-Brûlée im Süden sowie Vitry-en-Perthois im Westen.

## Weblinks

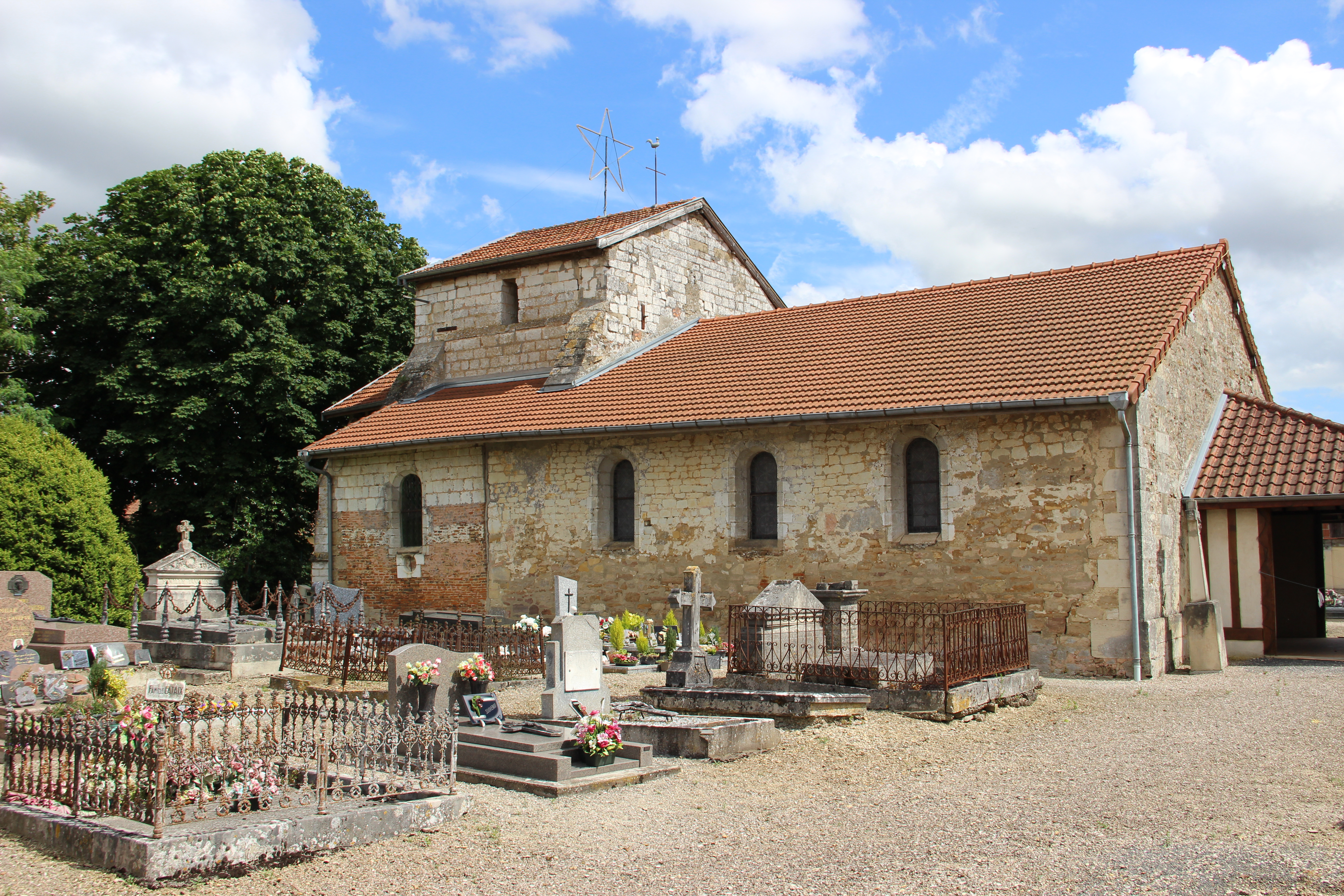
Kirche St-Remi

## Bevölkerungsentwicklung
| Jahr                       | 1962 | 1968 | 1975 | 1982 | 1990 | 1999 | 2006 | 2011 | 2018 |
| -------------------------- | ---- | ---- | ---- | ---- | ---- | ---- | ---- | ---- | ---- |
| Einwohner                  | 111  | 111  | 108  | 123  | 139  | 143  | 176  | 215  | 248  |
| Quellen: Cassini und INSEE |      |      |      |      |      |      |      |      |      |

## Sehenswürdigkeiten
- Kirche St-Remi